# Deformation of the Holy Realm
Deformation of the Holy Realm è il quattordicesimo album del gruppo musicale Sinister, pubblicato nel 2020.

## Tracce
1. The Funeral March – 1:45
2. Deformation of the Holy Realm – 4:04
3. Apostles of the Weak – 6:04
4. Unbounded Sacrilege – 3:48
5. Unique Death Experience – 5:38
6. Scourged by Demons – 6:08
7. Suffering from Immortal Death – 5:04
8. Oasis of Peace - Blood from the Chalice – 4:19
9. The Ominous Truth – 5:36
10. Entering the Underworld – 1:45

## Formazione
- Toep Duin – batteria
- Aad Kloosterwaard – voce
- Michał Grall – chitarra
- Ghislain van der Stel – basso, chitarra